# 하반사구
하반사구(河畔砂丘)는 하류의 유로에 따라 형성되는 사구이다.